# Momino Selo
Momino Selo (Bulgaars: Момино село) is een dorp in Bulgarije. Het dorp is gelegen in de gemeente Rakovski, oblast Plovdiv. Het dorp ligt hemelsbreed 22 kilometer ten noordoosten van Plovdiv en 135 kilometer ten zuidoosten van Sofia.

## Bevolking
Op 31 december 2020 telde het dorp Momino Selo 772 inwoners. Het aantal inwoners vertoont al decennialang dalende trend: in 1946 had deze plaats nog 1.561 inwoners.
|  |

In het dorp wonen voornamelijk etnische Bulgaren en Roma. In de optionele volkstelling van 2011 identificeerden 459 van de 713 ondervraagden zichzelf als etnische Bulgaren, oftewel 64,3%. 253 personen identificeerden zichzelf als etnische Roma.
| Etnische samenstelling van de respondenten (2011) | Etnische samenstelling van de respondenten (2011) | Etnische samenstelling van de respondenten (2011) | Etnische samenstelling van de respondenten (2011) | Etnische samenstelling van de respondenten (2011) |
| ------------------------------------------------- | ------------------------------------------------- | ------------------------------------------------- | ------------------------------------------------- | ------------------------------------------------- |
|                                                   |                                                   |                                                   |                                                   |                                                   |
| Bulgaren                                          | Bulgaren                                          |                                                   | 64,3%                                             | 64,3%                                             |
| Turken                                            | Turken                                            |                                                   | 0,3%                                              | 0,3%                                              |
| Roma                                              | Roma                                              |                                                   | 35,4%                                             | 35,4%                                             |
| Anders/Onbekend                                   | Anders/Onbekend                                   |                                                   | 0,3%                                              | 0,3%                                              |